# Захаров, Владимир Валерьевич
Владимир Валерьевич Захаров (род. 14 января 1976, Москва) — полковник ВС РФ, командир мотострелковой роты, участник Второй чеченской войны, Герой Российской Федерации 2000.

## Биография
Родился 14 января 1976 года в Москве. Русский. Окончил среднюю школу, переехал в Санкт-Петербург, где в 1993 году окончил Санкт-Петербургское суворовское военное училище.
В Вооруженных Силах РФ с 1993 года. В 1997 году окончил Санкт-Петербургское высшее общевойсковое командное училище. Служил в частях Ленинградского военного округа. Командовал мотострелковым взводом, а с декабря 1998 года — мотострелковой ротой.
Участник второй чеченской войны, с августа 1999 года воевал в Дагестане, а с октября 1999 года — в Чечне. 30 декабря 1999 года рота капитана Владимира Захарова во главе батальона совершила марш-бросок глубоко в горную часть Чечни, к опорному пункту боевиков, где во время боя Захаров подобрался вплотную к позициям боевиков и гранатой уничтожил пулемётный расчёт, а затем первым ворвался на позиции врага.
31 декабря часть роты Захарова продвинулась вперёд и оборудовала скрытый опорный пункт на путях вероятного движения бандформирований. Банда в 70 боевиков, которая пыталась обойти позиции батальона и отбить потерянные накануне позиции, попала в эту засаду, понесла потери, но вскоре боевики, поняв, что имеют численное превосходство, попытались атаковать снова. Владимир Захаров был ранен, но, когда положение стало тяжёлым, с несколькими бойцами скрытно обошёл боевиков и внезапно атаковал их позиции сзади. Боевики бежали, в роте потерь личного состава не было.
Указом Президента Российской Федерации № 698 от 19 апреля 2000 года за мужество и героизм, проявленные в контртеррористической операции на Северном Кавказе капитану Захарову Владимиру Валерьевичу присвоено звание Героя Российской Федерации с вручением медали «Золотая Звезда». Награда Герою была вручена 9 ноября 2000 года лично командующим войсками Ленинградского военного округа генерал-полковником В. Бобрышевым.
Продолжил службу в рядах ВС РФ. Был начальником штаба — заместителем командира отдельного мотострелкового батальона в Ленинградском военном округе. В 2001—2003 гг. слушатель Общевойсковой академии Вооруженных Сил РФ. С 2003 года полковник В. В. Захаров проходил службу в Федеральной службе охраны Российской Федерации. 20 лет служил в охране президента. 
С 2023 года на заслуженном отдыхе.